# Cyclocross-Weltmeisterschaften 2016
Die Cyclocross-Weltmeisterschaften 2016 fanden am 30. und 31. Januar 2016 im belgischen Heusden-Zolder statt. Es waren nach 1970 und 2002 die dritten Weltmeisterschaften an diesem Ort. Die Wettkämpfe wurden auf dem Circuit Zolder bzw. auf dem Parcours des Cyclocross Zolder ausgetragen. Erstmals in der Geschichte der Weltmeisterschaften gab es ein Rennen für die Kategorie der Frauen U23.
Bei diesen Meisterschaften wurde erstmals bei internationalen Radsport-Titelkämpfen die verbotene Nutzung eines Hilfsmotors festgestellt, sogenanntes Motor-Doping. Das Rad gehörte einer Starterin im U23-Rennen der Frauen, laut Berichten der belgischen Mitfavoritin Femke Van Den Driessche, die das Rennen allerdings vorzeitig aufgab. Die Fahrerin beteuerte indes, bei dem Rad habe es nicht um ihres gehandelt, das sie im Rennen gefahren habe, sondern um das eines Freundes.

## Ergebnisse

### Männer Elite
(31. Januar 2016, 15:00 Uhr MEZ)
| Platz | Name                   | Zeit       |
| ----- | ---------------------- | ---------- |
| 1     | Wout van Aert          | 1:05:52 h  |
| 2     | Lars van der Haar      | + 5 s      |
| 3     | Kevin Pauwels          | + 35 s     |
| 4     | Sven Nys               | + 39 s     |
| 5     | Mathieu van der Poel   | + 47 s     |
| 6     | David van der Poel     | + 1:03 min |
| 7     | Laurens Sweeck         | + 1:11 min |
| 8     | Tom Meeusen            | + 1:23 min |
| 9     | Radomír Šimůnek junior | + 1:37 min |
| 10    | Marcel Meisen          | + 1:43 min |

### Frauen Elite
(30. Januar 2015, 15:00 Uhr MEZ)
| Platz | Name              | Zeit       |
| ----- | ----------------- | ---------- |
| 1     | Thalita de Jong   | 41:03 min  |
| 2     | Caroline Mani     | + 14 s     |
| 3     | Sanne Cant        | + 24 s     |
| 4     | Sophie de Boer    | + 24 s     |
| 5     | Nikki Harris      | + 32 s     |
| 6     | Sabrina Stultiens | + 36 s     |
| 7     | Eva Lechner       | + 46 s     |
| 8     | Kaitlin Antonneau | + 1:12 min |
| 9     | Christine Majerus | + 1:25 min |
| 10    | Sanne van Paassen | + 1:44 min |

### Männer U23
(31. Januar 2016, 11:00 Uhr MEZ)
| Platz | Name             | Zeit       |
| ----- | ---------------- | ---------- |
| 1     | Eli Iserbyt      | 51:18 min  |
| 2     | Adam Ťoupalík    | + 1 s      |
| 3     | Quinten Hermans  | + 5 s      |
| 4     | Thijs Aerts      | + 11 s     |
| 5     | Clément Russo    | + 12 s     |
| 6     | Felipe Orts      | + 15 s     |
| 7     | Gioele Bertolini | + 15 s     |
| 8     | Martijn Budding  | + 24 s     |
| 9     | Sieben Wouters   | + 29 s     |
| 10    | Daan Soete       | + 1:07 min |

### Frauen U23
(30. Januar 2016, 13:00 Uhr MEZ)
| Platz | Name                | Zeit       |
| ----- | ------------------- | ---------- |
| 1     | Evie Richards       | 41:34 min  |
| 2     | Nikola Nosková      | + 35 s     |
| 3     | Maud Kaptheijns     | + 47 s     |
| 4     | Sina Frei           | + 53 s     |
| 5     | Nadja Heigl         | + 1:30 min |
| 6     | Ellen Noble         | + 1:42 min |
| 7     | Alice Maria Arzuffi | + 1:47 min |
| 8     | Juliette Labous     | + 1:50 min |
| 9     | Alice Barnes        | + 2:01 min |
| 10    | Jessica Lambracht   | + 2:22 min |

### Junioren
(30. Januar 2016, 11:00 Uhr MEZ)
| Platz | Name                | Zeit       |
| ----- | ------------------- | ---------- |
| 1     | Jens Dekker         | 43:05 min  |
| 2     | Mickaël Crispin     | + 35 s     |
| 3     | Thomas Bonnet       | + 1:00 min |
| 4     | Kevin Kuhn          | + 1:17 min |
| 5     | Thomas Pidcock      | + 1:22 min |
| 6     | Jakob Dorigoni      | + 1:27 min |
| 7     | Jappe Jaspers       | + 1:32 min |
| 8     | Ivan Feijoo Alberte | + 1:34 min |
| 9     | Mathieu Legrand     | + 1:38 min |
| 10    | Niklas Märkl        | + 1:39 min |